# Alexander Beijar
Alexander Beijar, född  16 maj 1998. , är en finländsk och finlandssvensk journalist . Han jobbar som programledare för Nyhetspodden på Svenska Yle. 
Förutom jobbet med Nyhetspodden jobbar han också som Eurovisionsreporter för Svenska Yle. Beijar har bevakat både Eurovision Song Contest 2024 och Eurovision Song Contest 2025 på plats i Malmö, respektive Basel.  
Våren 2025 har Beijar dessutom varit programledare för podcasten Torille, som sändes på Yle Arenan inför Eurovision Song Contest 2025.  Han ledde podcasten tillsammans med Anna Hedström i åtta avsnitt, och gästades bland annat av nordiska artister i årets tävling.
Tidigare har Alexander Beijar jobbat med olika uppgifter på Svenska Yle. Bland annat var han programledare för den svenskspråkiga valvakan vid riksdagsvalet i Finland 2023, tillsammans med Anna Bäck och Peik Österholm.
Han har också, innan sin tid på Svenska Yle, skrivit artiklar för Borgåbladet. 